# Tehree Gordon
Tehree Alice Gordon é uma voluntária australiana que trabalha com animais desde os anos 50. Em 1975, Gordon e o seu marido fundaram o Jirrahlinga Koala and Wildlife Sanctuary. Após a abertura, Jirrahlinga tornou-se o primeiro santuário de coalas a ser estabelecido em Victoria, Austrália. Em 2001, Gordon recebeu a Medalha do Centenário e foi nomeada a australiana sénior do ano em 2004.

## Prémios e honras
Em 2001, Gordon recebeu a Medalha do Centenário pelo seu trabalho em bem-estar animal. Em 2004, Gordon foi eleita a australiano sénior do ano. Em 2012, Gordon e o seu marido foram premiados no Pride of Australia Awards. Em 2017, Gordon recebeu um prémio pelo conjunto da obra do Voluntariado Victoria.